# 桃生亜希子
桃生 亜希子（ものう あきこ、1976年4月2日 - ）は、日本の女優。福岡県出生、神奈川県出身。jungle所属。

## 略歴
1996年、資生堂「ノーカラーファウンデーション」のCMでデビュー。
2009年、ラックスのCMキャラクターを決める「ラックス シャイン オーディション」にてグランプリを獲得。
2011年秋にニューヨークへ移住。同地で出会ったハワイ出身の男性と2012年12月21日に結婚。妊娠を機に日本へ帰国し、2013年5月12日に第1子男児を出産した。

## 出演

### 映画
- SF サムライ・フィクション（1998年）- 赤影 役
- STEREO FUTURE episode2002（2001年）
- 家族写真（2001年）
- カクト（2003年）
- ロスト・イン・トランスレーション（2005年）
- 彼ノ蒼タル者ハ天（2005年）- まゆみ 役
- COLORS（2006年）
- 妖怪奇談（2007年）
- バウムクーヘン（2007年）
- コンナオトナノオンナノコ（2007年）
- 実録・連合赤軍 あさま山荘への道程（2007年）- 持原好子 役
- アンナの物語（2007年）
- アフタースクール（2008年）
- 世界で一番美しい夜（2008年）
- HEAVEN'S DOOR（2009年）
- THE CODE/暗号（2009年）
- ヤッターマン（2009年）
- 鉄男 THE BULLET MAN（2010年）- ゆり子 役
- びおん（2011年）
- 夕闇ダリア（2011年）
- UGLY（2011年）

### 短編映画
- Slow is Beautiful（2003年）
- SONIC FOUR（2003年）
- Pay day（2003年）
- ノーパンツ・ガールズ外伝（2004年）
- ファミリーレストラン（2004年）
- 山手線・ゲーム（2005年）
- キャラウェイ（2006年）

### テレビドラマ
- 23区の女・世田谷区編（フジテレビ、1996年）
- なっちゃん家（テレビ朝日、1998年）
- 古郷 〜ふるさと〜（京都から21世紀のアジアへ）（KBS、2001年）
- 時空警察捜査一課（日本テレビ、2002年）
- 空の港で（テレビ東京、2008年）
- ゴーストフレンズ 第5話（NHK総合、2009年） - 井上昌子 役

### テレビ番組
- デジタルスタジオ（NHK総合、2003年）
- ゆるナビ（NHK総合、2007年）

### 舞台
- 騙っちゅーの（2005年）
- 3days2nights1morning（2006年）
- 絢爛とか爛漫とか（2010年）

### CM
- 資生堂「ノーカラーファウンデーション」（1996年）
- ワトゥサ「wAtOSA」（1998年）
- ジャックスカード (1999年)
- ナイキ「NIKE 〜ウーマンズキャンペーン〜」（2000年）
- キユーピー「キユーピーハーフ」（2001年・2003年）
- 資生堂「UVホワイト」（2001年）
- 資生堂「マシェリ」（2002年）
- シャープ「docomo SH505i」（2003年）
- NOKIA「NOKIA 〜カーキット〜」（2005年）
- 江崎グリコ「BREO」（2006年）
- デビアス「DTCトリロジー」（2006年）
- 大塚食品「ReSOLA」（2007年）
- 日産自動車「マーチ」（2007年） - 初代・しあわせマチ子さん
- 花王「スタイルフィット」（2007年）
- 日本コカ・コーラ「アクアセラピー ミナクア」（2008年）
- GlaxoSmithKline「GlaxoSmithKline 〜ブリーズライト〜」（2008年）
- 横浜開港周年記念「ストーリーが、はじまる。ヨコハマ」（2009年）
- ユナイテッドアローズ「UNITED ARROWS BEAUTY & YOUTH 〜local beauty〜」（2009年）
- ファンケル（2010年）
- リプトン イエローラベル（2017年）
- 集英社　ナツイチ　スペシャルムービー(2017年)

### ミュージックビデオ
- Sweet Robots Against The Machine「Free」（2002年）
- orange pekoe「極楽鳥 〜Bird of Paradise〜」（2003年）
- 臼井嗣人「花吹雪」（2009年）
- BOOM BOOM SATELLITES「LOCK ME OUT」（2010年）

## 書籍

### 写真集
- SWEET FEMAILE（ピーツーピーネットワーク、2002年）
- 月刊 桃生亜希子（新潮社、2004年）